# Campeonato Africano de Atletismo de 2010 - Lançamento de martelo masculino
A prova do lançamento de martelo masculino do Campeonato Africano de Atletismo de 2010 foi disputada no dia 31 de julho de 2010 em Nairóbi, no Quênia. 

## Recordes
Antes desta competição, os recordes mundiais e do campeonato nesta prova eram os seguintes:
|                       | Nome         | Nacionalidade   | Distância | Local       | Data                 |
| --------------------- | ------------ | --------------- | --------- | ----------- | -------------------- |
| Recorde mundial       | Yuriy Sedykh | União Soviética | 86m 74cm  | Estugarda   | 30 de agosto de 1986 |
| Recorde do campeonato | Chris Harmse | África do Sul   | 77m 72cm  | Addis Ababa | 3 de maio de 2008    |
| Recorde africano      | Chris Harmse | África do Sul   | 80m 63cm  | Durban      | 15 de abril de 2005  |

## Medalhistas
| Ouro                       | Prata              | Bronze                 |
| Mohsen Mohamed Anani (EGY) | Chris Harmse (RSA) | Mostafa Al-Gamel (EGY) |

## Cronograma
Todos os horários são locais (UTC+3).
| Data        | Hora  | Evento |
| ----------- | ----- | ------ |
| 31 de julho | 14:30 | Final  |

## Resultado final
| Posição           | Atleta                   | Nacionalidade | #1    | #2    | #3    | #4    | #5    | #6    | Resultados | Notas                |
| ----------------- | ------------------------ | ------------- | ----- | ----- | ----- | ----- | ----- | ----- | ---------- | -------------------- |
| Medalha de ouro   | Mohsen Mohamed Anani     | Egito         | 71.75 | 71.76 | 72.00 | 73.00 | 74.72 | 71.26 | 74.72      |                      |
| Medalha de prata  | Chris Harmse             | África do Sul | X     | 58.93 | X     | X     | 72.56 | X     | 72.56      |                      |
| Medalha de bronze | Mostafa Al-Gamel         | Egito         | 69.58 | 71.40 | 69.50 | X     | 70.28 | X     | 71.40      |                      |
| 4                 | Hassa Mahmoud Abdelgawad | Egito         | X     | X     | 60.22 | 68.43 | X     | X     | 68.43      |                      |
| 5                 | Driss Barid              | Marrocos      | 65.34 | 64.21 | 62.05 | 64.08 | 62.24 | X     | 65.34      |                      |
| 6                 | Osazuwa Osamudiame       | Nigéria       | X     | 58.65 | X     | 59.93 | 58.44 | 60.55 | 60.55      |                      |
| 7                 | Ibrahim Baba             | Nigéria       | 54.36 | 55.10 | 56.31 | 53.91 | 56.07 | 54.47 | 56.31      |                      |
| 8                 | Maurice Omoro Oudu       | Quênia        | 48.14 | 50.73 | 50.12 | 50.68 | X     | X     | 50.73      | Recorde da temporada |
| 9                 | Sammy Bitok              | Quênia        | 46.59 | 48.76 | 48.60 |       |       |       | 48.76      |                      |
| 99 !              | Dennis Oseko Sakawa      | Quênia        | X     | X     | X     |       |       |       | NM         |                      |

Legenda
| Recorde mundial       | Recorde mundial (World record)               |                       | Recorde africano                      | Recorde africano (African) |                                           | Q | Classificado por posição (Qualified) |
| Recorde do campeonato | Recorde do campeonato (Championship record)  | Recorde da América    | Recorde da América (Americas)         | q                          | Classificado por melhor tempo (Qualified) |   |                                      |
| Melhor marca do ano   | Melhor marca do ano (World leading)          | Recorde asiático      | Recorde asiático (Asian)              | DNS                        | Não largou (Did not start)                |   |                                      |
| Recorde nacional      | Recorde nacional (National record)           | Recorde europeu       | Recorde europeu (European)            | DNF                        | Não terminou (Did not finish)             |   |                                      |
| Recorde pessoal       | Recorde pessoal do atleta (Personal best)    | Recorde da Oceania    | Recorde da Oceania (Oceania)          | DSQ / DQ                   | Desclassificado (Disqualified)            |   |                                      |
| Recorde da temporada  | Recorde da temporada do atleta (Season best) | Recorde sul-americano | Recorde sul-americano (South America) | NM                         | Sem marca (No mark)                       |   |                                      |